# ほねほねワルツ
「ほねほねワルツ」は、日本の女性アイドルユニット・ほね組 from AKB48（後述）の楽曲。楽曲は秋元康により作詞、青野ゆかりにより作曲されている。2007年2月21日にユニットのシングルとしてデフスターレコーズから発売された。本記事では『ほねほねワルツ パーフェクトバージョン 骨ごとまるごと』、『ほね組 from AKB48』についても記載する。
楽曲のシングルCDの初回仕様には特典として、トレーディングカードおよび特製リトルボニーステッカー（スペシャルグッズプレゼント応募券を兼ねている）が封入されている。
表題曲の「ほねほねワルツ」はAKB48の劇場公演「チームK 3rd Stage「脳内パラダイス」」で披露されていた曲のセルフカバーである。

## シングル収録曲
| #  | タイトル                          | 作詞   | 作曲       | 編曲   | 時間 |
| -- | --------------------------------- | ------ | ---------- | ------ | ---- |
| 1. | 「ほねほねワルツ」                | 秋元康 | 青野ゆかり | 梅堀淳 | 6:48 |
| 2. | 「くじらのバス」                  | 秋元康 | 青野ゆかり | 梅堀淳 | 3:54 |
| 3. | 「ほねほねワルツ (Instrumental)」 |        |            |        |      |
| 4. | 「くじらのバス (Instrumental)」   |        |            |        |      |

## ほねほねワルツ パーフェクトバージョン 骨ごとまるごと
「ほねほねワルツ パーフェクトバージョン 骨ごとまるごと」（ほねほねワルツ パーフェクトバージョン ほねごとまるごと）は、ほね組 from AKB48のシングルDVD。2007年4月18日にNHKから発売、ソニー・ミュージック ディストリビュージョンから販売された。
初回限定仕様にはリバーシブルジャケットが封入されている。

### 収録トラック
| #   | タイトル                          | 作詞 | 作曲・編曲 |
| --- | --------------------------------- | ---- | ---------- |
| 1.  | 「できるまで① -リハーサル-」      |      |            |
| 2.  | 「ほねほねワルツ 1番」            |      |            |
| 3.  | 「できるまで② -ヘアメイク-」      |      |            |
| 4.  | 「ほねほねワルツ 2番」            |      |            |
| 5.  | 「できるまで③ -楽屋-」            |      |            |
| 6.  | 「ほねほねワルツ 3番」            |      |            |
| 7.  | 「できるまで④ -休けい-」          |      |            |
| 8.  | 「ほねほねワルツ 4番」            |      |            |
| 9.  | 「できるまで⑤ -リトルポニーと-」  |      |            |
| 10. | 「ほねほねワルツ 5番」            |      |            |
| 11. | 「できるまで⑥ -スタジオ本番中-」  |      |            |
| 12. | 「ほねほねワルツ フルバージョン」 |      |            |

## ほね組 from AKB48
ほね組 from AKB48（ほねぐみ フロム エーケービー フォーティーエイト）は、AKB48から選抜された4人により結成されたアイドルユニットである。
2006年11月にNHK教育の子供番組『からだであそぼ』内のコーナーで「ほねほねワルツ」を歌う目的で結成された。
2006年11月20日放送分で初登場。
番組内でのコーナー終了及び、メンバー全員がAKB48から卒業したことにより活動停止。

### メンバー
|                                | プロフィール                            | 当時所属チーム |
| ------------------------------ | --------------------------------------- | -------------- |
| 板野友美 （いたの ともみ）     | 1991年7月3日（33歳）、A型、神奈川県出身 | チームA        |
| 増山加弥乃 （ますやま かやの） | 1994年2月10日（31歳）、A型、東京都出身  | チームA        |
| 奥真奈美 （おく まなみ）       | 1995年11月22日（29歳）、A型、東京都出身 | チームK        |
| 小野恵令奈 （おの えれな）     | 1993年11月26日（31歳）、A型、東京都出身 | チームK        |